# Melchior Ansi
Melchior Franziskus Ansi – pochodzący z Niemodlina na Śląsku niemiecki malarz epoki baroku.
Współpracował z tworzącym również w tym mieście współczesnym mu rzeźbiarzem Michaelem Kosslerem. Z zachowanych do dnia dzisiejszego jego dzieł oglądać możemy pochodzący z roku 1729 obraz w ołtarzu głównym w kościele pw. św. Michała Archanioła w Grodkowie.